# Saut de la Saule
Le Saut de la Saule est un canyon de France creusé par la Rhue, qui sépare le Cantal et la Corrèze.

## Géologie
La Rhue traverse, peu avant de se jeter dans la Dordogne, des roches gneissiques. En se heurtant contre elles, elle les perce et polit. Le gneiss est une roche métamorphique constituée de quartz, mica et du feldspath. L'érosion causée par la force de l'eau creuse des marmites du diable et forme des profonds couloirs d'une profondeur de 6 à 8 mètres sur une longueur de 200 m.

## Industrie

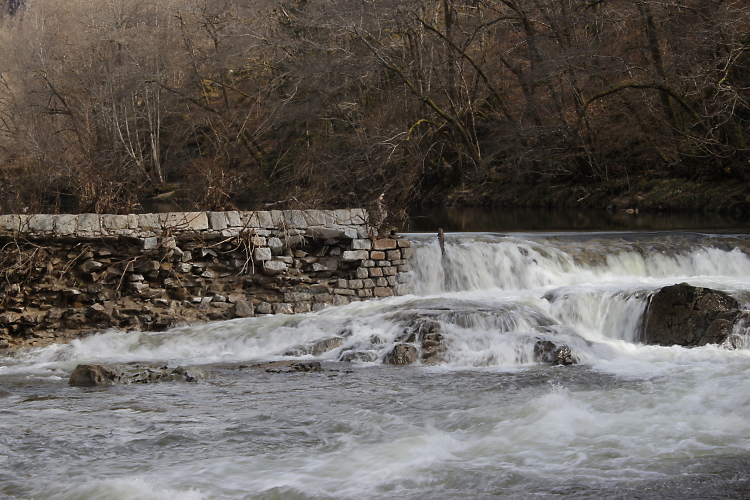
Le barrage en 2015.

À partir de 1856 les frères Mignot fondent les usines de la Cascade, notamment une usine de soie s'installe sur le site afin profiter de la force de l'eau pour produire de l'électricité. Les cocons du ver à soie y sont vidés et transformés en fil de soie. Au début du XXe siècle l'usine emploie trois à quatre cents ouvrières qui sont logées sur place dans un internat construit spécialement dans ce but et dirigé par des sœurs de la Sainte-Famille. Une passerelle suspendue sur la Rhue est construite pour permettre aux ouvrières du Cantal d'accéder à l'usine. Un barrage avait également été construit afin de retenir l'eau de la Rhue, mais il est démoli aujourd'hui. Les usines restent en activité jusqu'à 1965, les locaux seront dans la suite transformés en centre d'habitation pour des personnes handicapées.

## Tourisme
Déjà au XIXe siècle le site attire des touristes. On peut trouver des traces dans des guides de l'époque comme dans le guide pittoresque du voyageur en France de 1838 ou dans le Guide Joanne de 1865. Ces guides vantent le caractère exceptionnel de ce canyon. 
Aujourd'hui le Guide Vert Michelin Limousin de 2006 classe le site parmi les sites « à ne pas manquer ». Le site est accessible par un sentier de randonnée depuis la ville de Bort-les-Orgues et depuis la commune de Vebret. Depuis juillet 2008, la passerelle suspendue est fermée pour des raisons de sécurité et attend sa rénovation,.
Le Saut de la Saule est également populaire auprès des pécheurs qui y font la pêche à la truite et aux écrevisses.

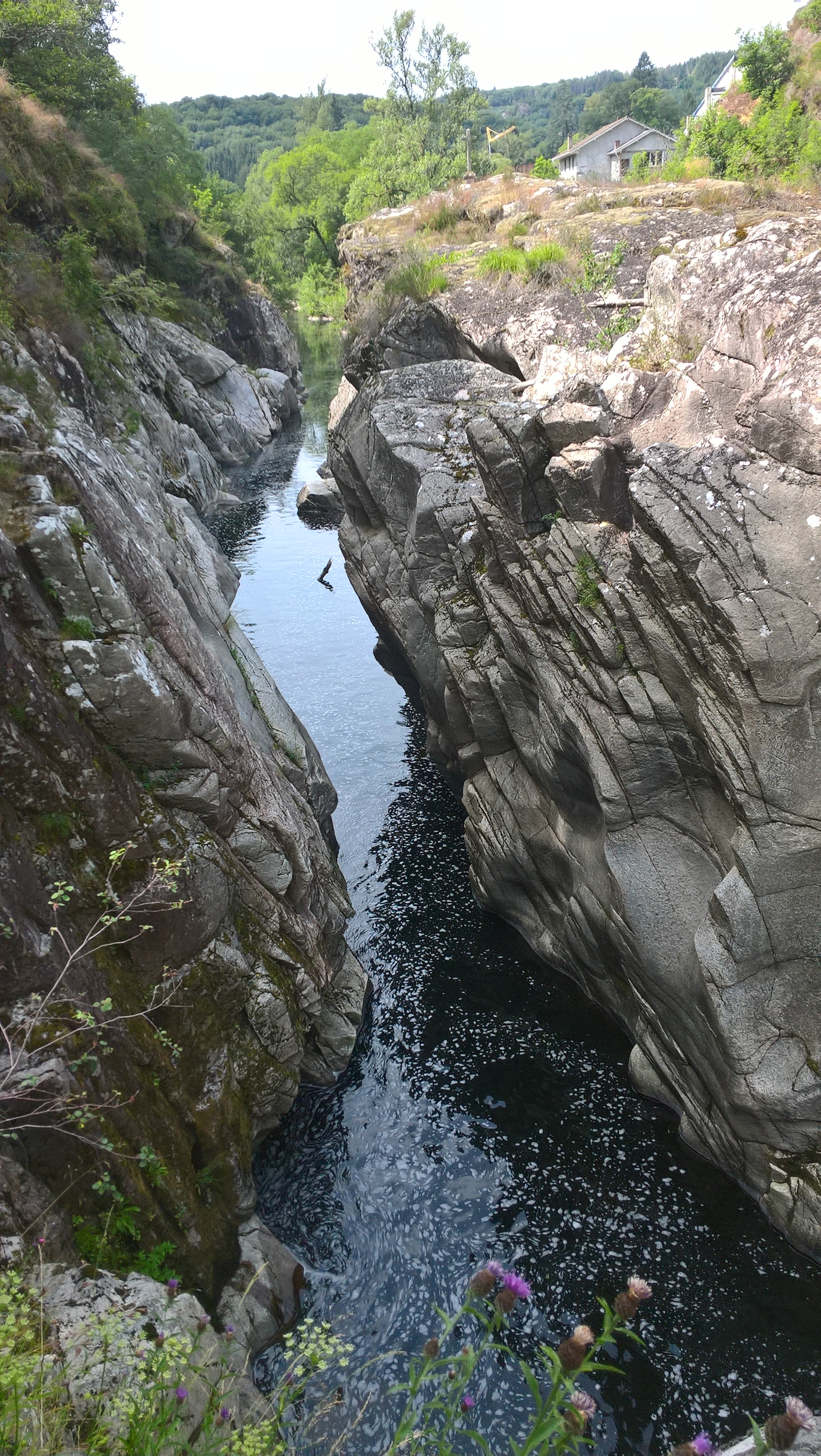
Les gorges du Saut de la Saule.
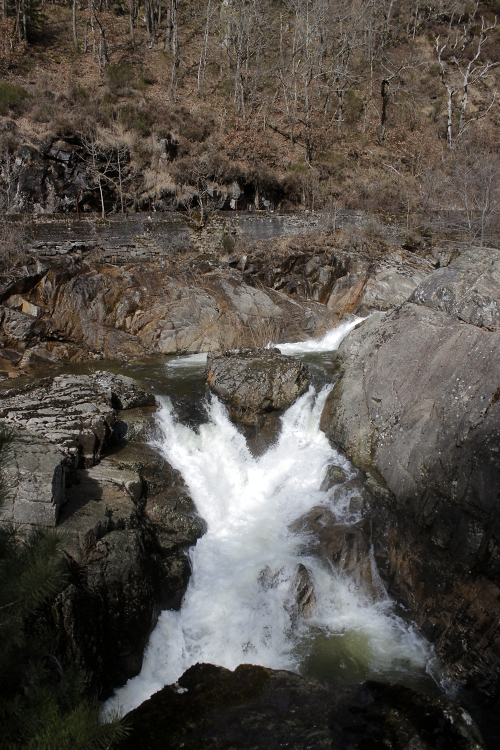
Les gorges du Saut de la Saule.
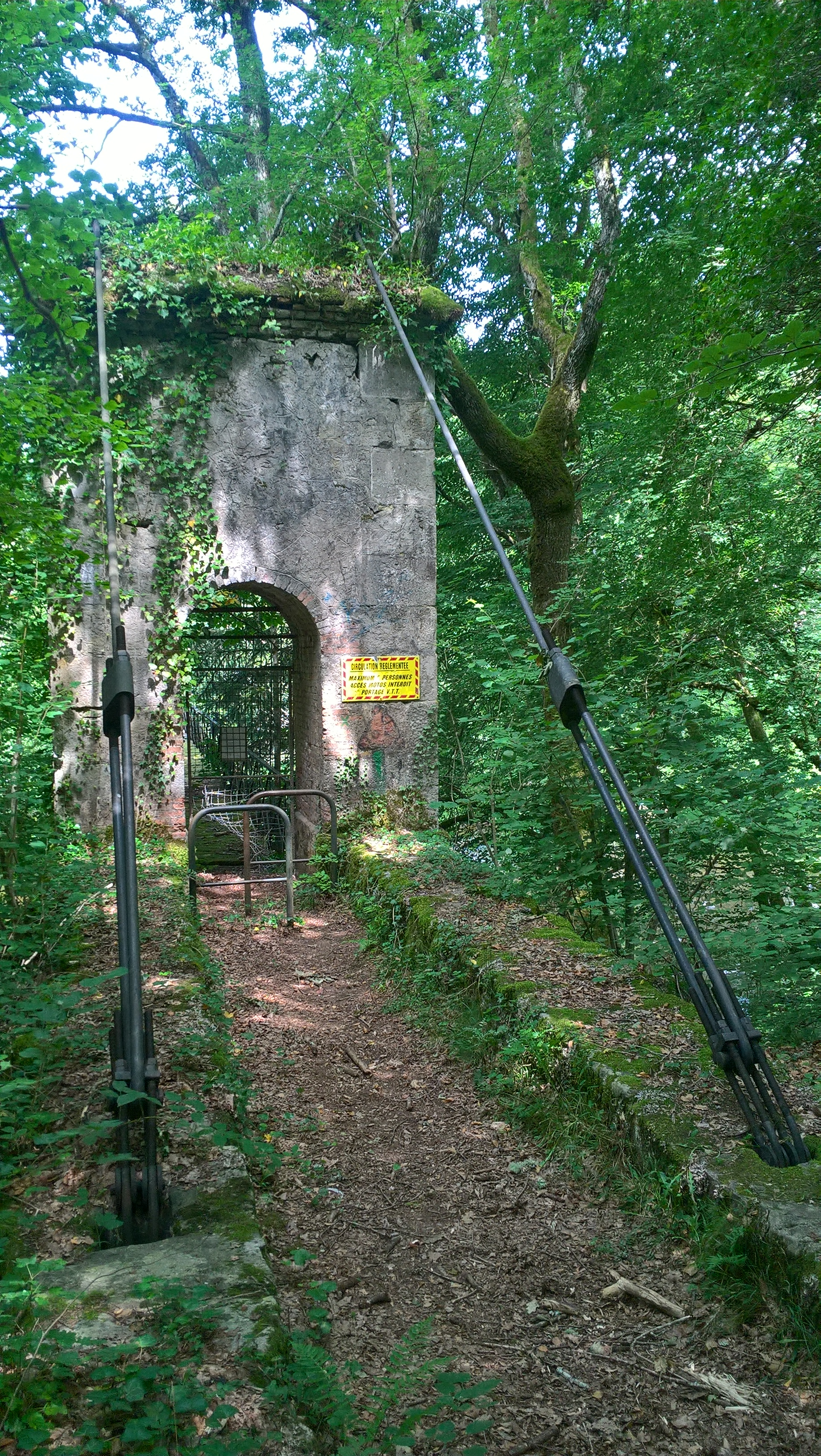
Accès à la passerelle.
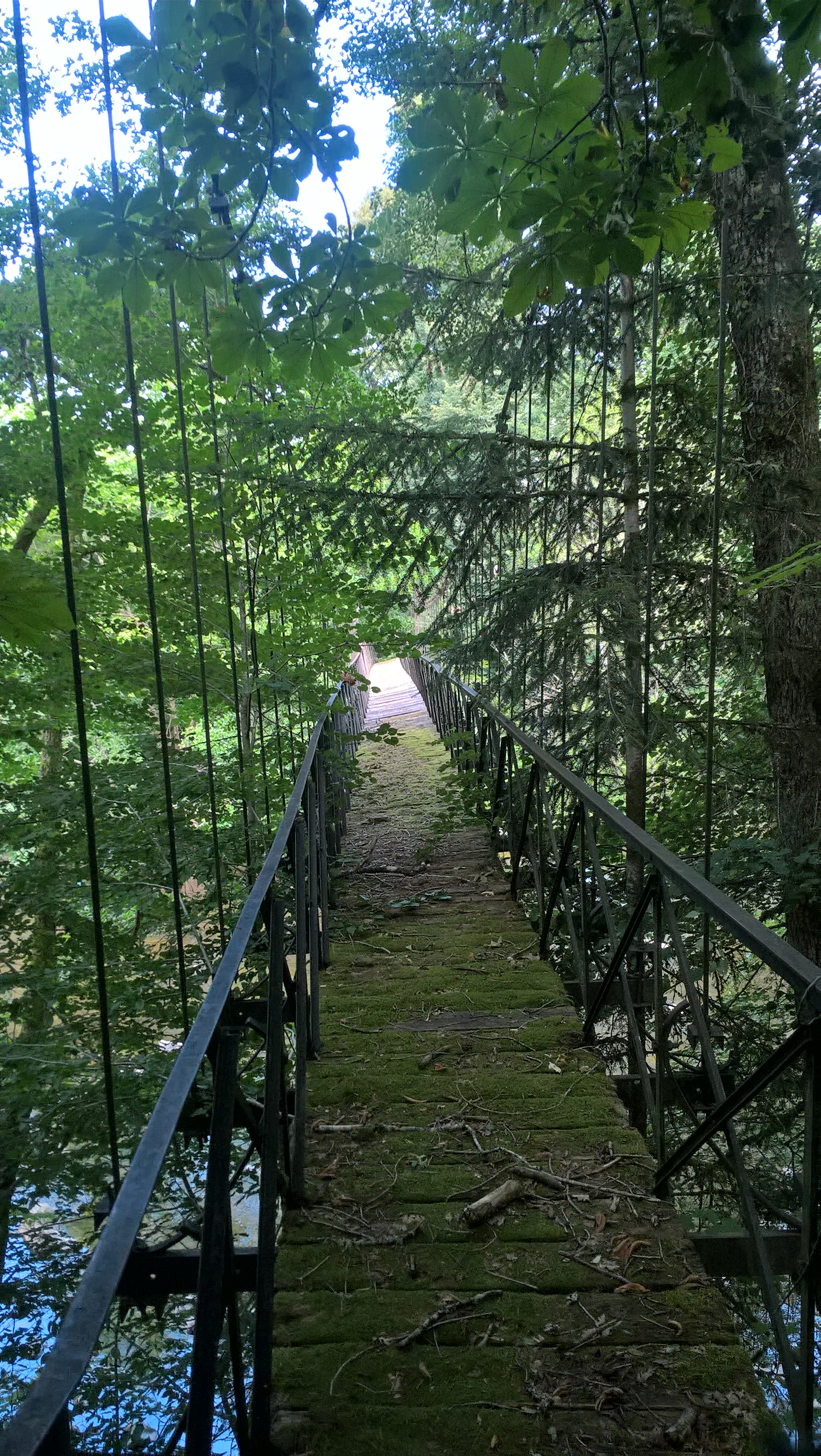
Passerelle.